# Festalemps
Festalemps is een plaats en voormalige gemeente in het Franse departement Dordogne in de regio Nouvelle-Aquitaine en telt 243 inwoners (1999). De plaats maakt deel uit van het arrondissement Périgueux.

## Geschiedenis
De gemeente is op 1 januari 2017 gefuseerd met Saint-Antoine-Cumond en Saint-Privat-des-Prés tot de commune nouvelle Saint Privat en Périgord

## Geografie
De oppervlakte van Festalemps bedraagt 12,5 km², de bevolkingsdichtheid is 19,4 inwoners per km².
De onderstaande kaart toont de ligging van Festalemps met de belangrijkste infrastructuur en aangrenzende gemeenten.

## Demografie
Onderstaande figuur toont het verloop van het inwonertal.